# Gabriel Díaz Bessón
Gabriel Díaz (Bessón) (* um 1590 in Madrid (?); † nach 1631 ebenda) war ein spanischer Kapellmeister und Komponist.
Er wirkte zunächst in seiner Heimatstadt als Vize-Chormeister der königlichen Kapelle und auch als Kapellmeister im Kloster Encarnación, danach verschlug es ihn nach Lerma, Granada und Córdoba, bevor er 1631 die Kapellmeisterstelle am Kloster Descalsas Reales in Madrid übernahm. 
Von seinem Schaffen als Komponist geistlicher Werke ist nichts überliefert, da alles beim Erdbeben von 1755 in Lissabon vernichtet wurde. Erhalten sind nur einige seiner weltlichen Kompositionen.
| Personendaten    | Personendaten                          |
| ---------------- | -------------------------------------- |
| NAME             | Díaz Bessón, Gabriel                   |
| ALTERNATIVNAMEN  | Díaz, Gabriel                          |
| KURZBESCHREIBUNG | spanischer Kapellmeister und Komponist |
| GEBURTSDATUM     | um 1590                                |
| GEBURTSORT       | Madrid                                 |
| STERBEDATUM      | nach 1631                              |
| STERBEORT        | Madrid                                 |